# Parque Estadual de Grão Mogol
O Parque Estadual de Grão Mogol (PES de Grão Mogol) é uma unidade conservação de proteção integral da esfera estadual mineira, inserido no bioma Cerrado e na área do município de Grão Mogol. A maior parte do parque está inserida na Serra Geral, conhecida localmente como Serra da Bocaína. O parque foi criado em 1998 e e é administrado pelo Instituto Estadual de Florestas de Minas Gerais (IEF-MG). A área original do parque era de 33.324,72 hectares e foi reduzida através de um decreto em 2009 para 28.404,487 hectares.

## Relevo
O parque apresenta um relevo predominantemente montanhoso e é cortado por chapadas como a Chapada do Bosque, Chapada do Bosquinho e a Chapada do Cardoso.